# 国税犯則取締法
国税犯則取締法（こくぜいはんそくとりしまりほう、明治33年3月17日法律第67号）は、国税に関する犯則事件に関する収税官吏（徴収職員）の権限等を定める日本の法律である。
租税犯についての調査・処分に関する手続を定め、租税犯の特殊性ゆえに刑事訴訟法上の手続とは異なる調査・処分を認める。全22条。なお、租税犯も刑事犯の一種であり、刑法総則の適用を受ける。国税通則法に編入されることにより、2018年（平成30年）4月1日から廃止された。

## 概要
この概要は、廃止時点のものである。
東京国税局・大阪国税局・名古屋国税局に設けられる査察部およびその他の国税局に設けられる調査査察部は、本法により、地方裁判所又は簡易裁判所の裁判官の許可を得て、臨検・捜索・差押えをすることができる。
本法の調査がいわゆる強制調査であるのに対し、通常の税務調査は受忍義務はあるものの任意調査である。

## 沿革
- 1890年（明治23年）
間接国税犯則者処分法（明治23年法律第86号）[1]として制定される。調査及び処分の対象は、間接国税の犯則処分に限られていた。
- 1891年（明治24年） 同年1月1日施行。
- 1900年（明治33年）3月17日 明治33年法律第67号[2]により全部改正。ほぼ現在のかたちとなる。
- 1904年（明治37年）4月1日 第一次改正[3]。11条が全部改正。その他用語の技術的改正。
- 1948年（昭和23年）
所得税法の一部を改正する等の法律（昭和23年法律第107号）[4]により一部改正。題名が国税犯則取締法に改正。調査・処分の対象が、間接国税以外の国税に関する犯則処分にも拡張される。
- 2018年（平成30年）4月1日施行
所得税法の一部を改正する等の法律（平成29年法律第4号）により廃止。その内容は、電磁的記録の差押えに係る規定の整備など刑事手続に準拠させた上で、国税通則法に編入された。

## 構成・用語
1. 収税官吏の国税に関する犯則事件の調査に関する規定
2. 収税官吏の犯則事件の処分に関する規定
3. 通告処分、告発その他国税局長または税務署長の処分に関する規定
4. 国税の徴収・納付を阻害する犯罪及び本法に基づく検査を妨害する罪の処罰に関する規定

本法の収税官吏とは、税務に従事する職員で、犯則事件の調査を行う部課に所属し、かつその所属長からこの法律上の収税官吏の権限行使を命じられた者である。
本法の租税犯は脱税犯と秩序犯に分類できる。
- 脱税犯
  - 逋脱（ほだつ）犯：偽りその他不正の行為により税を免れる罪
「不正の行為」とは、税を免れることを可能とする行為であって、社会通念上不正と認められるすべてのものをいう。
  - 受還付犯：偽りその他不正の行為により税の還付を受ける罪
  - 不納付犯：徴収の義務を負う者がその義務を怠り、徴収して納付すべき税を納付しない罪
- 秩序犯 - 租税犯から脱税犯を除いたもの。各種義務違反や形式犯などがある。